# Гелоутіс (Техас)
Гелоутіс (англ. Helotes) — місто (англ. city) в США, в окрузі Беар штату Техас. Населення — 9030 осіб (2020).

## Географія
Гелоутіс розташований за координатами 29°34′9″ пн. ш. 98°41′37″ зх. д. / 29.56917° пн. ш. 98.69361° зх. д. (29.569179, -98.693642).  За даними Бюро перепису населення США в 2010 році місто мало площу 17,03 км², з яких 17,02 км² — суходіл та 0,01 км² — водойми.

## Демографія
Згідно з переписом 2010 року, у місті мешкала 7341 особа в 2440 домогосподарствах у складі 2088 родин. Густота населення становила 431 особа/км².  Було 2513 помешкання (148/км²).
Расовий склад населення:
| - 86,8 % — білих - 4,0 % — азіатів - 2,7 % — чорних або афроамериканців - 0,4 % — корінних американців - 0,1 % — вихідців з тихоокеанських островів - 3,3 % — осіб інших рас |

До двох чи більше рас належало 2,8 %. Частка іспаномовних становила 31,8 % від усіх жителів.
За віковим діапазоном населення розподілялося таким чином: 26,9 % — особи молодші 18 років, 62,3 % — особи у віці 18—64 років, 10,8 % — особи у віці 65 років та старші. Медіана віку мешканця становила 41,1 року. На 100 осіб жіночої статі у місті припадало 95,6 чоловіків;  на 100 жінок у віці від 18 років та старших — 94,1 чоловіків також старших 18 років.
Середній дохід на одне домашнє господарство  становив 126 945 доларів США (медіана — 114 730), а середній дохід на одну сім'ю — 133 952 долари (медіана — 117 325). За межею бідності перебувало 2,2 % осіб, у тому числі 0,0 % дітей у віці до 18 років та 5,5 % осіб у віці 65 років та старших.
Цивільне працевлаштоване населення становило 3874 особи. Основні галузі зайнятості: освіта, охорона здоров'я та соціальна допомога — 24,6 %, фінанси, страхування та нерухомість — 16,2 %, роздрібна торгівля — 12,3 %, науковці, спеціалісти, менеджери — 11,7 %.